# Río Shopping
Río Shopping es un centro comercial situado en el municipio de Arroyo de la Encomienda, provincia de Valladolid. Se trata del centro comercial más grande de Castilla y León con 100 700 m², 115 tiendas, 26 restaurantes y 4600 plazas de aparcamiento gratuitas. Estas se reparten en dos pisos y una zona exterior para tiendas de mayor tamaño. Se encuentra a 15 minutos en coche del centro de Valladolid y a 20 minutos del Aeropuerto de Valladolid. La propietaria del centro comercial es la empresa Ingka Centres, dentro del grupo IKEA y propietaria también del centro comercial Luz Shopping en Jerez de la Frontera.

## Accesos

### Por carretera
- E-80  Ruta europea E80
- A-62  Autovía de Castilla
- VA-30  Ronda Exterior de Valladolid

### En autobús
- Río Bus, desde la estación de autobuses de Valladolid, con varias paradas en la ciudad de Valladolid. El horario es: salidas desde Valladolid desde las 8:45 cada hora hasta las 21:45 y salidas desde Río Shopping desde las 9:15 cada hora hasta las 22:15.

## Historia
El proyecto de instalar un IKEA en el área metropolitana de Valladolid surgió en marzo del año 2007, cuando se pidió la licencia comercial a la Junta de Castilla y León. Originalmente el proyecto no fue autorizado por la Junta de Castilla y León ya que superaba los límites de superficie comercial. No obstante, la empresa se negaba a reducir la superficie o a construir solo la tienda de IKEA. Además, asociaciones de comerciantes de la capital como Avadeco criticaron la posible instalación de la empresa, ya que debilitaría el tejido comercial local. También el alcalde de la capital, León de la Riva, se alegró de la no autorización inicial.
Las obras comenzaron en junio de 2010, aunque posteriormente fueron paralizadas debido a que el TSJ anuló la modificación del PGOU de Arroyo de la Encomienda.
Una vez a punto de finalizar la construcción el ayuntamiento de Arroyo de la Encomienda y el grupo IKEA acordaron realizar una encuesta para elegir el nombre de la calle del centro comercial. La opción ganadora fue calle "Me falta un tornillo".
Finalmente, el centro comercial fue inaugurado el 20 de septiembre de 2012.
Con el paso de los años, el centro comercial ha ido captando tiendas antes presentes en el cercano Equinoccio Zaratán, como MediaMarkt o Leroy Merlin.
Entre 2022 y 2024 el centro comercial fue remodelado, aumentando las zonas de ocio.

## Características
Con una superficie bruta alquilada de 100 700 metros cuadrados, 116 tiendas y 26 restaurantes, se trata del centro comercial más grande de Castilla y León. Tiene 4.600 plazas de aparcamiento gratuitas.
Tiene una gran zona comercial además de un hipermercado DIA, así como una zona de ocio con diez salas de cine gestionadas por Ocine en la segunda planta. Las tiendas grandes de IKEA, Leroy Merlin, El Corte Inglés, Nike, entre otras, están fuera del recinto comercial principal. 
Las tiendas disponibles son:
- 50 YARDAS (Justo Muñoz)
- Adidas Outlet
- ALE-HOP
- Álvaro Moreno
- AMY GEE
- Apple
- Barra Burrito
- Base (Justo Muñoz)
- Bayón
- Bedland
- Bella's Nails
- Belros
- Bershka
- Boca Agua
- BOOM
- Boston
- Brasa y Leña
- Bucaré
- Burger King
- Calzedonia
- Casa
- Cataleya
- Cortefiel
- Covadonga
- DECIMAS
- Deichmann
- Desigual
- DetailCar
- Digi Móvil
- Dom Peluqueros
- Dos Mundos
- DRUNI
- Eh Voila!
- El Corcho
- EXTENSIONmania
- Feng Bar
- Ferretti Gelato e Caffe
- Fnac
- Foster's Hollywood
- FRIKING
- Fundas Inspiral
- Fundas Just in Case
- Fundas Kimono
- Fútbol emotion
- Galindo Peluqueros
- Game
- Groove
- GUESS
- H&M
- Häagen-Dasz
- Hawkers
- Hug & Clau
- IKEA | Tienda de Alimentación Sueca
- IKEA Muebles y Decoración
- IKEA Restaurante
- Inside
- Intimissimi
- Jack & Jones
- Jamaica Coffee Shop
- Japo a Las Bravas
- JD Sports
- Jose Luis Joyerías
- Joya & Diseño
- Juguetecas Valladolid
- Justo Muñoz
- Kamikazo Fideobarrr
- KIABI
- KIKO Milano
- Kiwoko
- Koröshi
- KRACK
- La Birra Láctea
- La Casa de las Carcasas
- La Plaza de DIA
- La Nicoletta
- La Sepia
- Lefties
- Lego Fan Factory
- Leroy Merlin
- Levi's Store
- Loogo
- Lotería La Rana de Oro
- Maisons du Monde
- Mango
- Mango Teen
- Máslife
- Mayoral
- Media Markt
- Merkal Calzados
- Milbby
- MISAKO
- Movistar
- MULTIÓPTICAS
- Nails Factory
- Nike Factory Store
- Norauto
- Norte & Sur
- Nut Açai
- OCINE
- Olibher
- ONCE
- Orange
- Paco Martínez
- Pancon Fast Great Food
- Pandora
- Parachute
- PARFOIS
- Perrolobo
- Phone House
- Polinesia
- Prima Volta
- Primark
- Primor
- Pull&Bear
- PuroEGO
- Quora Clinic
- Rituals
- RKS
- Sanitos
- Santa Gloria
- Scalpers Hombre
- Scalpers Woman
- Sephora
- SINGULARU
- Skechers
- Solera
- Soloptical
- Springfield
- Starbucks
- Stradivarius
- Sundara
- SUNXY
- TEA Shop
- TEZENIS
- Time Road
- Tous
- Toy Planet (Justo Muñoz)
- Toys'R'Us
- Tramas+
- TucTuc
- Ulanka
- United Colors of Benetton
- VAS
- Vodafone
- Women'Secret
- Zara
- ZooJoy